# Guzmania pseudospectabilis
Guzmania pseudospectabilis är en gräsväxtart som beskrevs av Hans Edmund Luther. Guzmania pseudospectabilis ingår i släktet Guzmania och familjen Bromeliaceae. Inga underarter finns listade i Catalogue of Life.